# Bright Eyes vs Her Space Holiday
A Bright Eyes vs Her Space Holiday a Bright Eyes és a Her Space Holiday név alatt dolgozó Marc Bianchi split lemeze, amelyet 2000. szeptember 18-án adott ki a Wichita Recordings.
Az album CD-n és 7”-es hanglemezen jelent meg.

## Történet
2000-ben Her Space Holiday dalai Európában történő kiadásához a Wichita Recordsszal szerződött. A Bright Eyes ebben az időben szintén velük szerződött, így Her Space Holiday velük, és a kiadó többi együttesével is turnézott, habár a Bright Eyesszal már korábban is volt kapcsolata: a Home Is Where You Hang Yourself albumon több számukat is feldolgozta.

## Zene
A kiadvány dalai a Bright Eyes Fevers and Mirrors albumán szereplő The Calendar Hung Itself… szám, melyet Her Space Holiday Home Is Where You Hang Yourself lemezén lévő The Doctor and the DJ című alkotása követ, illetve megtalálható még utóbbi előadó két feldolgozása (saját, Famous to Me (Hurtful Kid) és Conor Oberst Contrast and Compare dala) is.
A The Calendar Hung Itself… dalban egyenetlen énekhangok, illetve ismétlődő gitár- és szintetizátor-szólamok hallhatóak. A Contrast and Compare „nagy változáson esett át”, például elmosódott ének, billentyűzümmögés és fuvolaszóló. A New Musical Express kritikája szerint a Bright Eyes verziója a „haragosabb”, míg Marc Bianchié „bágyadt[an] atmoszférikus”.

## Számlista
| 1.    | The Calendar Hung Itself…                    | Bright Eyes                                         | 3:55 |
| 2.    | Doctor and the DJ                            | Her Space Holiday                                   | 4:26 |
| 3.    | Contrast and Compare [Making Words Work Mix] | Bright Eyes-dal Her Space Holiday-féle feldolgozása | 4:34 |
| 4.    | Famous to Me (Hurtful Kid)                   | Her Space Holiday-remix                             | 4:26 |
| 17:21 |                                              |                                                     |      |

## Fordítás
Ez a szócikk részben vagy egészben  a   Bright Eyes vs Her Space Holiday című angol Wikipédia-szócikk ezen változatának fordításán alapul.  Az eredeti cikk szerkesztőit annak laptörténete sorolja fel. Ez a jelzés csupán a megfogalmazás eredetét és a szerzői jogokat jelzi, nem szolgál a cikkben szereplő információk forrásmegjelöléseként.